# Насиф, Мелек Хифни
Мелек Хифни Насиф (25 декабря 1886 — 17 октября 1918) — египетская исламская феминистка.

## Биография
Родилась в 1886 году в Каире в семье Саниййи Абд аль-Карим Джалал и Хифни-бей Насифа, который был сторонником идей Мухаммада Абдо. Отец Мелек поощрял желание дочери получить образование. Будучи взрослой, Мелек Насиф часто читала арабскую поэзию, а также сама начала писать:65. Отец Мелек пытался привить Мелек любовь к египетской культуре ещё с раннего возраста, обучая её арабскому языку и арабской культуре:184.
Мелек одной из первых окончила в 1901 году женское отделение начальной школы Аббас, затем она продолжила своё обучение в лицее для учителей Саниййа, который Мелек окончила в 1903 году, став одной из лучших в классе:73. Через два она начала преподавать там же. В 1907 году Мелек вышла замуж за Абд аль-Сатар аль-Басиль Пашу, после она была вынуждена уйти с работы, так как по законам того времени замужним женщинам нельзя было заниматься преподаванием. Со временем Мелек с мужем переехали в город Эль-Файюм. Со временем Мелек узнала, что у мужа есть другая жена и ребёнок. Это, а также тяжёлое положение женщин, которое она наблюдала своими глазами, заставило Мелек начать писать о положении женщин в Египте:65. Она писала под псевдонимом «Бахитхат аль-Бадия»:65. Мелек Хифни вела активную переписку с рядом писателей и писательниц того времени, в том числе Маей Зиаде и Касимом Амином:66. 17 октября 1918 года Мелек Хифни Насиф умерла от гриппа. На её похороны пришли ряд членов правительства, а также сторонников предоставления женщинам больших прав:183. На седьмой годовщине смерти Мелек Насиф присутствовали ряд её единомышленников, в том числе Мая Зиаде и Набавиййа Муса:184.

## Вклад
Мелек жила в тот период, когда в Египте шло активное обсуждение положения женщин в обществе. В этой дискуссии принимали активное участие такие мыслители, как Худа Шаарави, Касим Амин, Набавиййа Муса и многие другие. Мелек писала статьи в журнале аль-Джарида, издававшейся партией «Умма», также она выступала в университетах и штаб-квартире партии:73. В 1909 году она опубликовала сборник собственных речей и работ под названием «ан-Нисаийат». Тогда как многие сторонники расширения прав женщин того времени выступали за активную вестернизацию и отвергали идеи традиционалистов:784, Мелек считала, что только сочетание вестернизации с идеями исламского традиционализма является приемлемым для египетского общества:174. Эта позиция проявилась в её взглядах на такие проблемы, как образование, закрывание лица накидкой и супружеские права.

### Накидка
В начале 20-го века многие женщины начали переставать носить традиционные накидки на лице, считая это символом движения за расширение прав женщин. Некоторые мыслители того времени, такие как Касим Амин, полагали, что отказываясь от ношения накидок женщины демонстрируют их силу и свободу:184. Мелек в свою очередь считала, что отказ от накидок среди женщин высших слоёв общества является следствием потакания европейской моде, а не чувство угнетённости от ношения накидок или проявление желания свободы со стороны женщин. Также Мелек полагала, что поскольку ношение накидок долгое время являлось частью культуры египетского общества, запрет их ношения станет слишком резкой переменой для многих женщин и вызовет негативные последствия:180. Мелек считала, что женщинам следует опасаться тех мужчин, которые сначала принуждают женщин носить на лице накидку, а затем неожиданно под предлогом «освобождения» заявляют, что носить его не следует:73.

### Супружеские права
Многие работы Мелек затрагивают проблему супружеских прав. Отчасти это является следствием её собственной семейной ситуации. Поскольку у мужа Мелек было две жены, она была активной противницей многожёнства. Например, в своей статье «О совместных жёнах» Мелек назвала многожёнство «смертельным врагом женщин»:182. Она выступала за значительное перемены в области супружеских прав, по мнению Мелек Хифни, многожёнство следовало запретить, мужчинам и женщинам предоставить право на развод, а возраст, в котором женщина может выходить замуж, увеличить по меньшей мере до 16 лет. Мелек считала, что любовь — основа всех браков, это, по её мнению, является центральной идеей, на основе которой должны проводиться все реформы в сфере супружеских прав:278. Мелек отвергала бракосочетание, причиной которой являются денежные мотивы. Также она критиковала ранние браки, поскольку, по словам Мелек, у женщин, которые рано выходят замуж развивается истерия:281.

### Образование
Мелек считала реформу образования одной из важнейших. В своих работах она заявляла, что любая девушка, которая не имеет возможность окончить школу подвергается несправедливости:145. Это мнение разделяли многие сторонники расширения прав женщин, жившие в то время. Впрочем, Мелек считала, что не любое образование несёт благо. Например, она выступала против распространения в Египте миссионерских школ, поскольку полагала, что «наиболее высокомерные девушки всегда являются выпускницами миссионерских школ»":84. Также Мелек была сторонницей большего контроля правительства Египта над системой образования, целью этого было расширение школьной программы в женских школах, например, Мелек считала, что туда необходимо включить историю Египта:84.